# Sascha Anderson
Sascha Anderson, född 24 augusti 1953 i Weimar, är en tysk poet och författare. Under 1980-talet var han en tongivande person i östtyska författar- och konstnärskretsar i Prenzlauer Berg. Han var även sångare i punkbandet Zwitschermaschine. Efter Berlinmurens fall avslöjades det att han, sedan 1975 och under täcknamnen David Menzer, Fritz Müller och Peters, verkat som informell medarbetare för den östtyska säkerhetstjänsten Stasi.
Den svenske journalisten Björn Cederberg lärde känna Andersson som bohem och regimkritiker i Östberlin under 1980-talet. I dokumentären Förräderi (1994) har han tillsammans med dokumentärfilmaren Fredrik von Krusenstjerna skildrat Sascha Anderssons liv kring avslöjandet om att han arbetat för den östtyska regimen och vilka reaktioner som detta väckte. Cederbergs bok Kamrat Spion - Om Sverige i Stasiarkiven (2007) innehåller bland annat information om hur han själv hamnade i Stasis register genom Sascha Andersons försorg.